# Tertuliano
Quinto Septimio Florente Tertuliano (en latín: Quintus Septimius Florens Tertullianus, c. 160-220) fue un autor bereber paleocristiano, padre de la Iglesia y un prolífico escritor durante la segunda parte del siglo II y primera parte del siglo III. Debido a su trayectoria, controvertida por haberse unido al movimiento montanista, es, junto con Orígenes, uno de los dos padres de la Iglesia que no fueron canonizados. Nació, vivió y murió en Cartago, en el actual Túnez, y ejerció una gran influencia en la cristiandad occidental de la época.

## Biografía
De su vida muy poco se sabe, ya que solo lo mencionan Eusebio de Cesarea (263-339) y san Jerónimo (340-420).
Según Eusebio, el padre de Tertuliano fue centurión en el Ejército romano en África. El África romana se destacó por albergar grandes oradores y esta influencia puede verse en su estilo, sus arcaísmos, su gran imaginación, y su temperamento pasional. Fue un académico que recibió una excelente educación. Escribió por lo menos tres libros en griego, de los cuales él mismo cita; pero ninguno se ha conservado. Su especialidad fueron las leyes, y sus métodos de argumentación lo demuestran. Eusebio nos cuenta que fue un destacado abogado en Roma. 
Su conversión al cristianismo ocurrió alrededor de 197-198, tal y como sostienen Adolf von Harnack, Gottlieb N. Bonwetsch, y otros, pero sus antecedentes son desconocidos, a menos por conjeturas de sus obras. Tal evento debe haber sido decisivo en su vida, transformando su personalidad; él mismo dijo que no podría imaginar una verdadera vida cristiana sin tal cambio radical, un radical acto de conversión: «Los cristianos no nacen: se hacen».
Fue ordenado presbítero en la Iglesia de Cartago, estando a su vez casado, ya que el celibato no fue obligatorio hasta varios siglos más tarde. Este hecho está bien confirmado por sus dos libros dedicados a su esposa. Sin embargo, se opuso a la «bigamia», es decir, el nuevo matrimonio de viudos y viudas, y dirigiéndose a quienes experimentaron el «feliz deceso de un cónyuge», urgía a los sobrevivientes a aprovechar la oportunidad de «suspender» sus deseos carnales y no volver a casarse. Fue uno de los mayores teólogos de la cristiandad del siglo III. 
A la mitad de su vida, hacia el año 207, se separa de la Iglesia local y se une al grupo religioso de Montano. Pero los montanistas no fueron lo suficientemente rigurosos para Tertuliano, quien rompió con ellos para fundar su propio movimiento religioso. San Agustín afirma que antes de morir Tertuliano retornó al seno de la Iglesia local.
Su movimiento, los tertulianistas, todavía existía en una basílica de Cartago en tiempos de Agustín, pero en el mismo periodo se trasladaron a oriente. Tertuliano continuó su lucha contra la herejía, especialmente contra el gnosticismo; y por sus obras doctrinales llegó a ser maestro de Cipriano de Cartago, el predecesor de Agustín y el fundador de la teología latina.

## Cristología
Tertuliano considera al Logos de Dios (Sermo o Verbum) como Dios en sentido derivado, por ser de la misma sustancia de Dios; Dios que viene de Dios como la luz del sol, proviene del Sol. 

Y decimos que por Dios ha sido pronunciado y de tal pronunciación es generado, y por eso es llamado Hijo de Dios y Dios por unidad de sustancia; porque Dios es espíritu. Así como el rayo nace del Sol, porción de aquella suma, quedándose el Sol en el rayo, porque en el rayo está el Sol, y no se separa la sustancia, sino que se extiende; así el espíritu nace de espíritu y Dios de Dios. Como la lumbre aunque encienda otras queda entera sin menoscabarse, y no pierde los grados la matriz, aunque de ella se originen otras iguales luces, que si se comunica no se mengua; así lo que nació de Dios es Dios enteramente e Hijo de Dios, y ambos uno, Espíritu de Espíritu y Dios de Dios, en quien solamente hace número el grado de la generación, el modillo de la persona, no la majestad de la esencia, que aunque nace no se aparta; como el ramo, aunque nace no se divide del tronco.
Hunc ex deo prolatum didicimus et prolatione generatum et idcirco filium dei et deum dictum  ex unitate substantiae; nam et deus spiritus. Et cum radius ex sole porrigitur, portio ex summa; sed sol erit in radio, quia solis est radius nec separatur substantia sed extenditur, ita de spiritu spiritus et de deo deus ut lumen de lumine accensum. Manet integra et indefecta materia[e] matrix, etsi plures inde traduces qualitatis mutueris.  Ita et quod de  deo profectum est, deus et dei filius et unus ambo; ita et de spiritu spiritus et de deo deus   módulo alter num, numerum gradu, non statu fecit, et a matrice non recessit, sed excessit. Iste igitur dei radius, ut retro semper praedicabatur, delapsus in  virginem quandam et in utero eius caro figuratus nascitur homo deo mixtus.
(Apologeticum XXI)

No considera al Hijo coeterno con el Padre. El Hijo de Dios no siempre existió, sólo a partir de ser engendrado por el Padre. Esto lo demuestra diciendo:

Nosotros afirmamos, por lo tanto, que el nombre de Dios siempre existió con Él mismo, pero no eternamente el de Señor. Porque la condición de uno no es la misma que la del otro. Dios es la designación de la sustancia misma, esto es: de la Divinidad; pero el Señor, no lo es de la sustancia, sino del poder. Yo sostengo que la sustancia existió siempre con su propio nombre, el cual es Dios; el título Señor fue después añadido, como indicación de algo acrecentado. Desde el momento que las cosas empiezan a existir, sobre el cual el poder de un Señor fue el acto, Dios a través de la accesión de tal poder, llegó a ser Señor y recibió el nombre de ahí. Porque Dios es de la misma manera un Padre y también un Juez; pero no siempre fue Padre y Juez, simplemente por haber sido siempre Dios. Porque él no pudo haber sido Padre previo al Hijo ni un Juez antes del pecado. Hubo sin embargo, un tiempo cuando ni el pecado existió con Él, ni el Hijo; el primero lo constituye de Señor a Juez y el último un Padre. De esta manera no fue Señor previo a esas cosas de las cuales Él fue Señor. Pero Él llegó a ser Señor únicamente en un tiempo futuro: solo como Él llegó a ser Padre por causa del Hijo y Juez por el pecado, entonces también llegó a ser Señor a través de las cosas que él hizo.
(Adversus Hermogenem III)

Tertuliano, al igual que Hipólito de Roma, escribió contra el Modalismo, doctrina que profesaban Noeto, Práxeas y Sabelio. Los tres afirmaban que el Padre, el Hijo y el Espíritu Santo eran la misma persona.
Tertuliano escribe refutando a Práxeas:

La herejía de Práxeas piensa estar en posesión de la pura verdad cuando profesa, que para defender la unicidad de Dios, hay que decir que el Padre, el Hijo y el Espíritu Santo son lo mismo.
(Adversus Praxeam II)

Uno de los textos de soporte de Práxeas era Juan 10:30. Tertuliano contradice su interpretación apelando a sus conocimientos de gramática:

«Yo y el Padre somos uno» (Juan 10:30). De aquí ellos toman su soporte, tan ciego, para ver en primer lugar que en este pasaje se habla de dos , «Yo y el Padre»; y de que hay un plural, «somos», inaplicable a una sola persona; y por último, dice «Unum sumus» y no «Unus sumus» [...] para prevenir (Jesús) el pensamiento de ellos, de merecer esto, como si Él hubiera clamado para que lo considerasen Dios mismo, es decir, el Padre, por haber dicho «Yo y el Padre somos uno», representándose a sí mismo como el Dios, Hijo de Dios, y no como Dios mismo (qua filium Dei deum ostendens, non qua ipsum Deum). Él dice, «si está escrito en su ley, “Yo dije, ustedes son dioses”, y la escritura no puede ser anulada, ustedes dicen de quien el Padre santificó y envió al mundo, que ¿blasfemas porque dije que soy Hijo de Dios?»
(Adversus Praxeam XXII)

## Precursor del Trinitarismo latino
Es el primero en usar la palabra latina "trinitas". Con respecto al Padre, al Hijo y al Espíritu Santo nos dice:

La unidad en la trinidad dispone a los tres, dirigiéndose al padre y al hijo y al espíritu, pero los tres no tienen diferencia de estado ni de grado, ni de substancia ni de forma, ni de potestad ni de especie, pues son de una misma sustancia, y de un grado y de una potestad.
Unitatem in trinitatem disponit, tres dirigens patrem et filium et spiritum, tres autem non statu sed gradu, nec substantia sed forma, nec potestate sed specie, unius autem substantiae et unius status et unius potestatis
Adversus Praxeam II, 4

Es, y sigue siendo un tema de debate, el uso de la palabra latina "substantia" que Tertuliano aplica a la unidad entre el Padre, el Hijo, y el Espíritu Santo. Algunos eruditos, como Harnack, afirman que esta palabra significa "propiedad", que viene del significado no filosófico de la palabra griega ουσια (ousía). Entonces, este sería un término jurídico que denota jurisdicción. Otros le dan el significado de la ουσια primera, a la que Aristóteles llama "substancia primera", que es la "essentia", lo que ha de ser (το τι ην ειναι), que no se puede predicar de otro (ver su obra Metafísica). Sin embargo, un estudio detallado, revela que "substantia" en Tertuliano tiene más de un significado, dependiendo del contexto de aplicación, que no está circunscrito siempre al aristotélico.

## Visión de la Filosofía
Tertuliano rechaza a los filósofos paganos, tal como manifiesta en estas palabras:

Todas las herejías en último término tienen su origen en la filosofía. De ella proceden los errores y no sé qué formas infinitas y la tríada humana de Valentín; es que había sido platónico. De ella viene el Dios de Marción, cuya superioridad está en que está inactivo; es que procedía del estoicismo. Hay quien dice que el alma es mortal y ésta es doctrina de Epicuro. [...] Es el miserable Aristóteles el que les ha instruido en la dialéctica, que es el arte de construir y destruir, de convicciones mudables, de conjeturas firmes, de argumentos duros, artífice de disputas, enojosa hasta a sí misma, siempre dispuesta a reexaminarlo todo, porque jamás admite que algo esté suficientemente examinado. [...] Quédese para Atenas esta sabiduría humana manipuladora y adulteradora de la verdad, por donde anda la múltiple diversidad de sectas contradictorias entre sí con sus diversas herejías. Pero, ¿qué tiene que ver Atenas con Jerusalén? ¿Qué relación hay entre la Academia y la Iglesia? ¿Qué tienen que ver los herejes y los cristianos? Nuestra escuela es la del pórtico de Salomón, que enseñó que había que buscar al Señor con simplicidad de corazón. Allá ellos los que han salido con un cristianismo estoico, platónico o dialéctico. No tenemos necesidad de curiosear, una vez que vino Jesucristo, ni hemos de investigar después del Evangelio. Creemos, y no deseamos nada más allá de la fe: porque lo primero que creemos es que no hay nada que debamos creer más allá del objeto de la fe.
De Praescriptione, 7, 1

Praestat per deum nescire, quia non reuelauerit, quam per hominem scire, quia ipse praesumpserit.
Es mejor no conocer por Dios, porque Él no lo ha revelado, que conocer por el hombre, porque él mismo lo ha asumido.
De anima I, 1

Christiano autem paucis ad scientiam huius rei opus est. Nam et certa semper in paucis, et amplius illi quaerere non licet quam quod inueniri licet; infinitas enim quaestiones apostolus prohibet. Porro non amplius inueniri licet quam quod a deo discitur; quod autem a deo discitur, totum est.
Pero unos pocos cristianos necesitan conocimiento de este asunto [fisiología]. Porque en unos pocos siempre es cierto, y no le es lícito buscar más de lo que puede encontrar; porque el apóstol [San Pablo] prohíbe infinitas preguntas. Además, no se puede encontrar más que lo que se aprende de Dios; pero lo que se aprende de Dios lo es todo.
De anima I, 2

Tomando el ejemplo la anécdota de Tales de Mileto cuando cayó dentro de un pozo mientras contemplaba el cielo, Tertuliano dice:

Por lo tanto, le sirvió muy bien a Tales de Mileto, cuando, mirando las estrellas mientras caminaba con todos los ojos que tenía, tuvo la mortificación de caer en un pozo, y fue burlado sin piedad por un egipcio, que le dijo: «¿Es porque no encontraste nada en la tierra que mirar, que crees que debes limitar tu mirada al cielo?» Su caída, por lo tanto, es un cuadro figurativo de los filósofos; de aquellos, quiero decir, que persisten en aplicar sus estudios a un propósito vano, ya que se entregan a una estúpida curiosidad por los objetos naturales, que más bien deberían (inteligentemente dirigir) a su Creador y Gobernador.
Ad Nationes, 2, 4

Sin embargo, esto no implica que Tertuliano no utilizara argumentos de la filosofía para su exégesis y refutación. Tampoco niega que la filosofía alcance verdades, aunque sin reconocerles gran mérito, tal como afirma en Acerca del alma:

Plane non negabimus aliquando philosophos iuxta nostra sensisse; testimonium est etiam ueritatis euentus ipsius. Nonnunquam et in procella confusis uestigiis caeli et freti aliqui portus offenditur prospero errore, nonnunquam et in tenebris aditus quidam et exitus deprehenduntur caeca felicitate, sed et natura pleraque suggeruntur quasi de publico sensu, quo animam deus dotare dignatus est.
En modo alguno negaremos que a veces los filósofos pensaron como nosotros; sin duda, este hecho es una consecuencia de la misma verdad. A veces también en la tempestad, cuando las señales del cielo y del mar se confunden, tras ir a la deriva, con fortuna se logra arribar a puerto felizmente; al igual que en las tinieblas, algunos encuentran los accesos y la salida con una suerte ciega, así la mayoría de las cosas las revela la naturaleza casi por el sentido común, que Dios tuvo a bien conceder al alma.
De anima II, 1

Tertuliano también utilizó argumentos de los filósofos para sustentar sus propias doctrinas. Así, en Acerca del alma se apoya en un verso del poeta epicúreo Lucrecio para defender una concepción del alma como algo material.
Sus concepciones antifilosóficas, ejemplificadas en su conocida sentencia atribuida como credo quia absurdum («creo porque es absurdo», credibile quia ineptum según cita literal), han sido encuadradas por algunos dentro del antiintelectualismo y el fideísmo, si bien otros autores han justificado su aparente oposición entre fe y razón por el carácter apasionado de Tertuliano o en el contexto polémico en que se inscribe su discurso apologético.

## Eclesiología
Tertuliano entendía a la Iglesia como un conjunto de fieles, aunque reconoció la jerarquía. Creía también en el primado de Pedro, el príncipe de los apóstoles, y que murió junto con San Pablo en Roma.

## Obras

Opera omnia, 1598

Los escritos de Tertuliano están incluidos en los volúmenes I-II de la Patrología Latina, y existen textos modernos en el Corpus Christianorum (vid. Thesaurus Patrum Latinorum). En Intratext hay una buena cantidad de sus escritos, tanto en latín como en traducciones al inglés, italiano y alemán.
Apologética
- Apologeticus pro Christianis.
- Dissertatio Mosheim in Apol.
- Libri duo ad Nationes.
- De Testimonio animae.
- Ad Martyres.
- De Spectaculis.
- De Idolatria.
- Accedit ad Scapulam liber.
- Dissertatio D. Le Nourry in Apologet. libr. II ad Nat. et libr. ad Scapulam.

Polémica
- De Oratione.
- De Baptismo.
- De Poenitentia.
- De Patientia.
- Ad Uxorem libri duo.
- De Cultu Feminarum lib. II.

Dogmática
- De Corona Militis.
- De Fuga in Persecutione.
- Adversus Gnosticos Scorpiace.
- Adversus Praxeam.
- Adversus Hermogenem.
- Adversus Marcionem libri V.
- Adversus Valentinianos.
- Adversus Judaeos.
- De Anima.
- De Carne Christi.
- De Resurrectione Carnis.

Sobre moralidad
- De velandis Virginibus.
- De Exhortatione Castitatis.
- De Monogamia.
- De Jejuniis.
- De Pudicitia.
- De Pallio.